# Coupe d'Italie de football 1979-1980
Navigation
Coupe d'Italie 1978-1979 Coupe d'Italie 1980-1981
La Coupe d'Italie de football 1979-1980, est la 33e édition de la Coupe d'Italie.

## Déroulement de la compétition

### Participants

#### Serie A (D1)
Les 16 clubs de Serie A sont engagés en Coupe d'Italie.

#### Serie B (D2)
Les 20 clubs de Serie B sont engagés en Coupe d'Italie.

## Résultats

### Premier tour

#### Groupe 1
| Rang | Équipe                  | Pts | J | G | N | P | Bp | Bc | Diff |  | Résultats (▼ dom., ► ext.) | ROM | ASC | PER | SAM | BAR |
| ---- | ----------------------- | --- | - | - | - | - | -- | -- | ---- |  | -------------------------- | --- | --- | --- | --- | --- |
| 1    | AS Rome (D1)            | 4   | 7 | 3 | 1 | 0 | 6  | 3  | +3   |  | AS Rome (D1)               |     | 2-2 |     | 2-1 |     |
| 2    | Ascoli Calcio 1898 (D1) | 4   | 6 | 2 | 2 | 0 | 8  | 2  | +6   |  | Ascoli Calcio 1898 (D1)    |     |     | 0-0 |     | 5-0 |
| 3    | AC Pérouse (D1)         | 4   | 4 | 1 | 2 | 1 | 1  | 1  | 0    |  | AC Pérouse (D1)            | 0-1 |     |     | 1-0 |     |
| 4    | UC Sampdoria (D2)       | 4   | 2 | 1 | 0 | 3 | 4  | 5  | -1   |  | UC Sampdoria (D2)          |     | 0-1 |     |     | 3-1 |
| 5    | AS Bari (D2)            | 4   | 1 | 0 | 1 | 3 | 1  | 9  | -8   |  | AS Bari (D2)               | 0-1 |     | 0-0 |     |     |

#### Groupe 2
| Rang | Équipe             | Pts | J | G | N | P | Bp | Bc | Diff |  | Résultats (▼ dom., ► ext.) | TOR | CAT | PAL | PAR | LEC |
| ---- | ------------------ | --- | - | - | - | - | -- | -- | ---- |  | -------------------------- | --- | --- | --- | --- | --- |
| 1    | Torino Calcio (D1) | 8   | 4 | 4 | 0 | 0 | 7  | 2  | +5   |  | Torino Calcio (D1)         |     | 1-0 |     | 2-0 |     |
| 2    | US Catanzaro (D1)  | 5   | 4 | 2 | 1 | 1 | 4  | 3  | +1   |  | US Catanzaro (D1)          |     |     | 1-1 |     | 2-1 |
| 3    | SSC Palerme (D2)   | 4   | 4 | 1 | 2 | 1 | 4  | 2  | +2   |  | SSC Palerme (D2)           | 0-1 |     |     |     | 3-0 |
| 4    | Parme AC (D)       | 2   | 4 | 0 | 2 | 2 | 1  | 4  | -3   |  | Parme AC (D)               |     | 0-1 | 0-0 |     |     |
| 5    | US Lecce (D2)      | 1   | 4 | 0 | 1 | 3 | 4  | 9  | -5   |  | US Lecce (D2)              | 2-3 |     |     | 0-0 |     |

#### Groupe 3
| Rang | Équipe                | Pts | J | G | N | P | Bp | Bc | Diff |  | Résultats (▼ dom., ► ext.) | TER | FIO | AVE | COM | HEL |
| ---- | --------------------- | --- | - | - | - | - | -- | -- | ---- |  | -------------------------- | --- | --- | --- | --- | --- |
| 1    | Ternana Calcio (D2)   | 5   | 4 | 1 | 3 | 0 | 5  | 4  | +1   |  | Ternana Calcio (D2)        |     | 0-0 |     |     | 3-2 |
| 2    | AC Fiorentina (D1)    | 5   | 4 | 2 | 1 | 1 | 3  | 3  | 0    |  | AC Fiorentina (D1)         |     |     |     | 1-0 | 1-0 |
| 3    | US Avellino (D1)      | 4   | 4 | 1 | 2 | 1 | 3  | 2  | +1   |  | US Avellino (D1)           | 0-0 | 3-1 |     |     |     |
| 4    | Côme Calcio (D2)      | 4   | 4 | 1 | 2 | 1 | 3  | 3  | 0    |  | Côme Calcio (D2)           | 2-2 |     | 1-0 |     |     |
| 5    | AC Hellas Vérone (D2) | 2   | 4 | 0 | 2 | 2 | 2  | 4  | -2   |  | AC Hellas Vérone (D2)      |     |     | 0-0 | 0-0 |     |

#### Groupe 4
| Rang | Équipe                 | Pts | J | G | N | P | Bp | Bc | Diff |  | Résultats (▼ dom., ► ext.) | INT | SPA | BOL | ATA | SAM |
| ---- | ---------------------- | --- | - | - | - | - | -- | -- | ---- |  | -------------------------- | --- | --- | --- | --- | --- |
| 1    | FC Inter Milan (D1)    | 8   | 4 | 4 | 0 | 0 | 11 | 2  | +9   |  | FC Inter Milan (D1)        |     | 3-0 |     |     | 3-1 |
| 2    | SPAL (D2)              | 5   | 4 | 2 | 1 | 1 | 3  | 4  | -1   |  | SPAL (D2)                  |     |     | 1-0 |     | 1-0 |
| 3    | Bologne FC (D1)        | 4   | 4 | 2 | 0 | 2 | 5  | 4  | +1   |  | Bologne FC (D1)            | 1-3 |     |     | 2-0 |     |
| 4    | Atalanta BC (D2)       | 2   | 4 | 0 | 2 | 2 | 1  | 5  | -4   |  | Atalanta BC (D2)           | 0-2 | 1-1 |     |     |     |
| 5    | SS Sambenedettese (D2) | 1   | 4 | 0 | 1 | 3 | 1  | 6  | -5   |  | SS Sambenedettese (D2)     |     |     | 0-2 | 0-0 |     |

#### Groupe 5
| Rang | Équipe              | Pts | J | G | N | P | Bp | Bc | Diff |  | Résultats (▼ dom., ► ext.) | LAZ | UDI | BRE | PIS | MAT |
| ---- | ------------------- | --- | - | - | - | - | -- | -- | ---- |  | -------------------------- | --- | --- | --- | --- | --- |
| 1    | SS Lazio (D1)       | 7   | 4 | 3 | 1 | 0 | 9  | 1  | +8   |  | SS Lazio (D1)              |     | 0-0 |     |     | 5-0 |
| 2    | Udinese Calcio (D1) | 7   | 4 | 3 | 1 | 0 | 5  | 0  | +5   |  | Udinese Calcio (D1)        |     |     | 1-0 | 2-0 |     |
| 3    | Brescia Calcio (D2) | 3   | 4 | 1 | 1 | 2 | 1  | 3  | -2   |  | Brescia Calcio (D2)        | 0-2 |     |     | 1-0 |     |
| 4    | US Pistoiese (D2)   | 2   | 4 | 1 | 0 | 3 | 3  | 5  | -2   |  | US Pistoiese (D2)          | 1-2 |     |     |     | 2-0 |
| 5    | FBC Matera (D2)     | 1   | 4 | 0 | 1 | 3 | 0  | 9  | -9   |  | FBC Matera (D2)            |     | 0-2 | 0-0 |     |     |

#### Groupe 6
| Rang | Équipe              | Pts | J | G | N | P | Bp | Bc | Diff |  | Résultats (▼ dom., ► ext.) | MIL | GEN | MON | PES | PIS |
| ---- | ------------------- | --- | - | - | - | - | -- | -- | ---- |  | -------------------------- | --- | --- | --- | --- | --- |
| 1    | Milan AC (D1)       | 7   | 4 | 3 | 1 | 0 | 7  | 3  | +4   |  | Milan AC (D1)              |     | 2-1 | 2-0 |     |     |
| 2    | Genoa 1893 (D2)     | 5   | 4 | 2 | 1 | 1 | 6  | 3  | +3   |  | Genoa 1893 (D2)            |     |     | 1-1 | 2-0 |     |
| 3    | AC Monza (D2)       | 4   | 4 | 1 | 2 | 1 | 5  | 4  | +1   |  | AC Monza (D2)              |     |     |     | 1-1 | 3-0 |
| 4    | Pescara Calcio (D1) | 4   | 4 | 1 | 2 | 1 | 5  | 6  | -1   |  | Pescara Calcio (D1)        | 1-1 |     |     |     | 3-2 |
| 5    | Pise SC (D2)        | 0   | 4 | 0 | 0 | 4 | 3  | 10 | -7   |  | Pise SC (D2)               | 1-2 | 0-2 |     |     |     |

#### Groupe 7
| Rang | Équipe                    | Pts | J | G | N | P | Bp | Bc | Diff |  | Résultats (▼ dom., ► ext.) | NAP | CAG | CES | TAR | VIC |
| ---- | ------------------------- | --- | - | - | - | - | -- | -- | ---- |  | -------------------------- | --- | --- | --- | --- | --- |
| 1    | SSC Naples (D1)           | 6   | 4 | 2 | 2 | 0 | 8  | 4  | +4   |  | SSC Naples (D1)            |     | 2-2 |     | 2-0 |     |
| 2    | Cagliari Calcio (D1)      | 5   | 4 | 2 | 1 | 1 | 7  | 6  | +1   |  | Cagliari Calcio (D1)       |     |     | 1-2 |     | 2-1 |
| 3    | AC Cesena (D2)            | 4   | 4 | 2 | 0 | 2 | 6  | 7  | -1   |  | AC Cesena (D2)             | 1-3 |     |     |     | 3-2 |
| 4    | AS Tarente (D2)           | 4   | 4 | 2 | 0 | 2 | 3  | 4  | -1   |  | AS Tarente (D2)            |     | 1-2 | 1-0 |     |     |
| 5    | SS Lanerossi Vicence (D2) | 1   | 4 | 0 | 1 | 3 | 4  | 7  | -3   |  | SS Lanerossi Vicence (D2)  | 1-1 |     |     | 0-1 |     |

### Quarts de finale
| Division     | Club           | Aller | Total | Retour              | Club           | Division     |
| ------------ | -------------- | ----- | ----- | ------------------- | -------------- | ------------ |
| Serie A (D1) | Milan AC       | 0 - 4 | 2 - 6 | 2 - 2               | AS Rome        | Serie A (D1) |
| Serie A (D1) | SSC Naples     | 2 - 1 | 2 - 2 | 0 - 1               | Ternana Calcio | Serie B (D2) |
| Serie A (D1) | Torino Calcio  | 0 - 0 | 0 - 0 | 0 - 0 a.p., 4-3 tab | SS Lazio       | Serie A (D1) |
| Serie A (D1) | FC Inter Milan | 1 - 2 | 1 - 2 | 0 - 0               | Juventus FC    | Serie A (D1) |

### Demi-finale
| Division     | Club           | Aller | Total | Retour               | Club          | Division     |
| ------------ | -------------- | ----- | ----- | -------------------- | ------------- | ------------ |
| Serie B (D2) | Ternana Calcio | 1 - 1 | 1 - 3 | 0 - 2                | AS Rome       | Serie A (D1) |
| Serie A (D1) | Juventus FC    | 0 - 0 | 0 - 0 | 0 - 0, a.p., 2-4 tab | Torino Calcio | Serie A (D1) |

### Finale
| Division     | Club    | Score               | Club          | Division     |
| ------------ | ------- | ------------------- | ------------- | ------------ |
| Serie A (D1) | AS Rome | 0 - 0 a.p., 3-2 tab | Torino Calcio | Serie A (D1) |